# Marisa Pavan

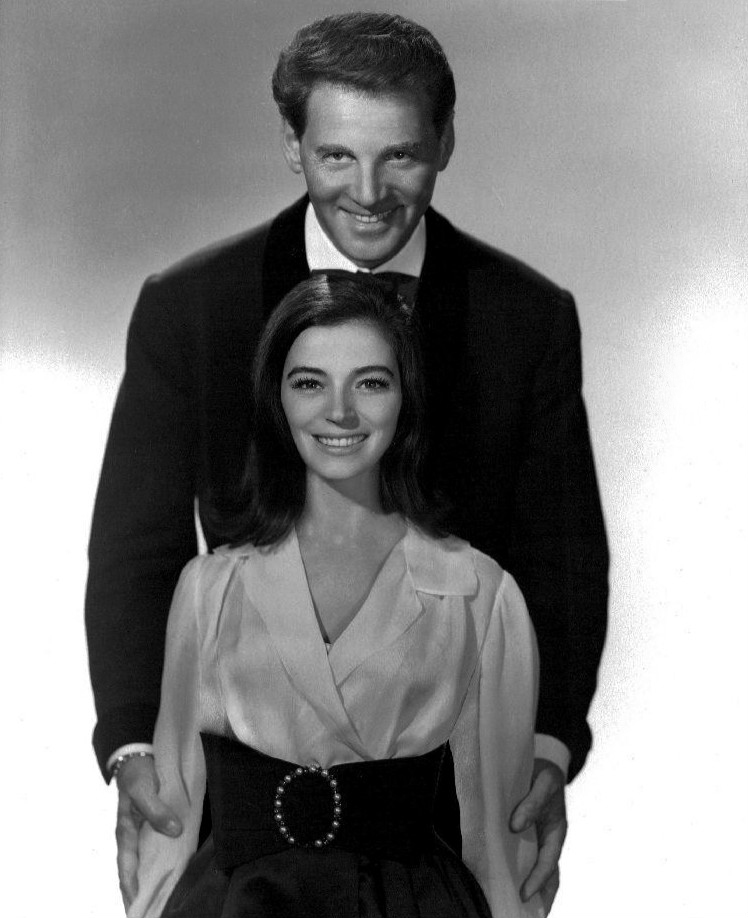
Marisa Pavan och maken Jean-Pierre Aumont 1965.

Marisa Pavan, född Pierangeli den 19 juni 1932 i Cagliari, Sardinien, död 6 december 2023 i Saint-Tropez, Frankrike, var en italiensk skådespelerska, tvillingsyster till Pier Angeli.
Hon hade en del roller i Hollywoodfilmer på 1950-talet och nominerades för en Oscar 1955 för bästa kvinnliga biroll som Anna Magnanis tonårsdotter i Den tatuerade rosen. Bland hennes övriga filmer märks Mannen i den grå kostymen (1956) och Äventyr på de sju haven (1959).
Från 1956 var hon gift med den franske skådespelaren Jean-Pierre Aumont fram till hans död 2001. I äktenskapet föddes två barn.

## Filmografi i urval
- 1952 – Kapten Flagg
- 1954 – Till polisens förfogande
- 1954 – Västerns son
- 1955 – Den tatuerade rosen
- 1956 – Diane - äventyrens kvinna
- 1956 – Alfred Hitchcock presenterar (TV-serie)
- 1956 – Mannen i den grå kostymen
- 1957 – Döden var snabbare
- 1959 – Äventyr på de sju haven
- 1959 – Salomo och drottningen av Saba
- 1961 – Tre sanningar
- 1963 – 77 Sunset Strip (TV-serie)
- 1967 – The Diary of Anne Frank (TV-film)
- 1977 – Gåtan Lee Harvey Oswald (TV-film)